# One Step Beyond...
Pour les articles homonymes, voir One Step Beyond.
Albums de Madness
Absolutely
(1980)
Singles
1. The Prince
Sortie : 1979
2. One Step Beyond...
Sortie : Octobre 1979
3. My Girl
Sortie : 1979

One Step Beyond... est le premier album studio de Madness, sorti le 19 octobre 1979.
Le titre phare de l'album, publié en single, a été composé et enregistré à la base par le musicien jamaïcain de ska Prince Buster et a été repris par le groupe comme hommage.
L'album s'est classé 2e au UK Albums Chart et 128e au Billboard 200.
En 2005, la chaîne de télévision britannique Channel 4 l'a rangé au 90e rang de son classement des « 100 meilleurs albums de tous les temps ».

## Liste des titres
| 1. | One Step Beyond...     | Cecil Campbell                     | 2:18 |
| 2. | My Girl                | Mike Barson                        | 2:44 |
| 3. | Night Boat to Cairo    | Graham « Suggs » McPherson, Barson | 3:31 |
| 4. | Believe Me             | Barson, Hasler                     | 2:28 |
| 5. | Land of Hope and Glory | Chris Foreman, Lee Jay Thompson    | 2:57 |
| 6. | The Prince             | Thompson                           | 3:18 |
| 7. | Tarzan's Nuts          | Smash, Barson                      | 2:24 |

| 1. | In the Middle of the Night | McPherson, Foreman                             | 3:01 |
| 2. | Bed & Breakfast Man        | Barson                                         | 2:33 |
| 3. | Razor Blade Alley          | Thompson                                       | 2:42 |
| 4. | Swan Lake                  | Piotr Ilitch Tchaïkovski – Arrangements Barson | 2:36 |
| 5. | Rockin' in A♭              | Willy Wurlitzer, Bazooka Joe                   | 2:29 |
| 6. | Mummy's Boy                | Mark Bedford                                   | 2:23 |
| 7. | Madness                    | Campbell                                       | 2:38 |
| 8. | Chipmunks Are Go!          | Chas Smash, Brendan Smyth                      | 0:51 |

| 1.  | The Prince (Peel Session)                             | Thompson                                                       | 2:31 |
| 2.  | Bed and Breakfast Man (Peel Session)                  | Barson                                                         | 3:24 |
| 3.  | Land of Hope and Glory (Peel Session)                 | Thompson, Foreman                                              | 2:42 |
| 4.  | Stepping into Line (Peel Session)                     | Hasler, McPherson, Thompson                                    | 2:38 |
| 5.  | One Step Beyond... (7" Single Version)                | Campbell                                                       | 2:17 |
| 6.  | My Girl (Demo Version)                                | Barson                                                         | 2:58 |
| 7.  | Mistakes (B-Side One Step Beyond...)                  | Hasler, Barson                                                 | 2:52 |
| 8.  | Un Paso Adelante (One Step Beyond... Spanish Version) | Campbell                                                       | 2:33 |
| 9.  | Nutty Theme (B-Side One Step Beyond... 12")           | Thompson, McPherson                                            | 2:10 |
| 10. | My Girl (Ballad Version – From Flexipop)              | Barson                                                         | 2:28 |
| 11. | Stepping into Line (B-Side My Girl)                   | Hasler, McPherson, Foreman                                     | 2:15 |
| 12. | Un Passo Avanti (One Step Beyond... Italian Version)  | Campbell                                                       | 2:22 |
| 13. | Deceives the Eye (Work Rest & Play EP)                | Bedford, Foreman                                               | 2:00 |
| 14. | The Young and The Old (Work Rest & Play EP)           | McPherson, Barson                                              | 2:04 |
| 15. | Don't Quote Me on That (Work Rest & Play EP)          | Smyth, Barson, Foreman, McPherson, Bedford, Thompson, Woodgate | 4:31 |
| 16. | Razor Blade Alley (Dance Craze Live Version)          | Thompson                                                       | 2:35 |
| 17. | Night Boat to Cairo (Dance Craze Live Version)        | McPherson, Barson                                              | 3:12 |
| 18. | One Step Beyond... (Dance Craze Live Version)         | Campbell                                                       | 2:53 |

## Musiciens
- Graham « Suggs » McPherson : chant
- Mike Barson : claviers
- Chris Foreman : guitare
- Mark Bedford : basse
- Lee Thompson : saxophone, chant et chœurs sur les pistes 5 et 10
- Daniel Woodgate : batterie
- Chas Smash : chant et chœurs sur les pistes 1, 3, 7 et 15